# La Poly Normande
La Poly Normande è una corsa in linea maschile di ciclismo su strada, che si disputa a Saint-Martin-de-Landelles, comune del dipartimento della Manica in Francia, ogni anno nel mese di agosto. Fa parte del circuito UCI Europe Tour, classe 1.1.

## Storia
Fu creata nel 1980 da Daniel Mangeas, speaker del Tour de France e originario di Saint-Martin, per dare maggiore risalto alla tre giorni di ciclismo amatoriale che già si svolgeva nel comune. La Poly Normande rimase un critérium fino al 2002 e solo dal 2003 divenne una corsa in linea, con partenza da Avranches e traguardo a Saint-Martin-de-Landelles.
Fa parte degli eventi che compongono la Coppa di Francia.

## Albo d'oro
Aggiornato all'edizione 2024.
| Anno | Vincitore                             | Secondo                               | Terzo                                 |
| ---- | ------------------------------------- | ------------------------------------- | ------------------------------------- |
| 1980 | Bernard Thévenet                      | Jean-René Bernaudeau                  | Raymond Martin                        |
| 1981 | Lucien Van Impe                       | Raymond Martin                        | Pierre Le Bigault                     |
| 1982 | Bernard Hinault                       | Gilbert Duclos-Lassalle               | Bernard Vallet                        |
| 1983 | Marc Madiot                           | Sean Kelly                            | Laurent Fignon                        |
| 1984 | Vincent Barteau                       | Éric Caritoux                         | Claude Criquielion                    |
| 1985 | Claude Criquielion                    | Jean-Claude Bagot                     | Marc Madiot                           |
| 1986 | Jean-René Bernaudeau                  | Frédéric Brun                         | Roland Gaucher                        |
| 1987 | Marc Madiot                           | Pierre Le Bigault                     | Jean-René Bernaudeau                  |
| 1988 | Philippe Bouvatier                    | Régis Clère                           | Jérôme Simon                          |
| 1989 | Laurent Fignon                        | Éric Caritoux                         | Pedro Delgado                         |
| 1990 | Thierry Claveyrolat                   | Éric Boyer                            | Jean-Claude Bagot                     |
| 1991 | Thierry Marie                         | Gérard Rué                            | Jean-François Bernard                 |
| 1992 | Jean-François Bernard                 | Thierry Claveyrolat                   | Richard Virenque                      |
| 1993 | Tony Rominger                         | Jean-Philippe Dojwa                   | François Lemarchand                   |
| 1994 | Djamolidine Abdoujaparov              | Thomas Davy                           | Jacky Durand                          |
| 1995 | Richard Virenque                      | Laurent Madouas                       | Marco Pantani                         |
| 1996 | Laurent Brochard                      | Stéphane Heulot                       | Luc Leblanc                           |
| 1997 | Richard Virenque                      | Frédéric Guesdon                      | Cédric Vasseur                        |
| 1998 | Stéphane Heulot                       | Bobby Julich                          | Laurent Brochard                      |
| 1999 | Laurent Dufaux                        | Richard Virenque                      | Stéphane Heulot                       |
| 2000 | Pascal Hervé                          | Gilberto Simoni                       | Charles Guilbert                      |
| 2001 | Laurent Jalabert                      | Christophe Moreau                     | Sylvain Chavanel                      |
| 2002 | Nicolas Vogondy                       | Laurent Brochard                      | Thierry Gouvenou                      |
| 2003 | Jérôme Pineau                         | Mickaël Pichon                        | Walter Bénéteau                       |
| 2004 | Sylvain Chavanel                      | Guido Trentin                         | Christophe Oriol                      |
| 2005 | Philippe Gilbert                      | Ludovic Turpin                        | Mickaël Buffaz                        |
| 2006 | Anthony Charteau                      | Bert Scheirlinckx                     | Nicolas Crosbie                       |
| 2007 | Benoît Vaugrenard                     | Mickaël Buffaz                        | Bert De Waele                         |
| 2008 | Arnaud Gérard                         | Jérôme Pineau                         | Sandy Casar                           |
| 2009 | Matthieu Ladagnous                    | Stefan van Dijk                       | Wesley Sulzberger                     |
| 2010 | Andy Cappelle                         | Jérémie Galland                       | Romain Hardy                          |
| 2011 | Antony Delaplace                      | Julien El Fares                       | Arnaud Gérard                         |
| 2012 | Tony Hurel                            | Samuel Dumoulin                       | Davy Commeyne                         |
| 2013 | Josè Gonçalves                        | Matthias Brändle                      | Sébastien Delfosse                    |
| 2014 | Jan Ghyselinck                        | Antoine Duchesne                      | Quentin Jauregui                      |
| 2015 | Oliver Naesen                         | Fabrice Jeandesboz                    | Antoine Duchesne                      |
| 2016 | Baptiste Planckaert                   | Ryan Anderson                         | Julien Duval                          |
| 2017 | Alexis Gougeard                       | Johan Le Bon                          | Laurent Pichon                        |
| 2018 | Pierre-Luc Périchon                   | Pierre Gouault                        | Lorrenzo Manzin                       |
| 2019 | Benoît Cosnefroy                      | Valentin Ferron                       | Damien Touzé                          |
| 2020 | annullata per la Pandemia di COVID-19 | annullata per la Pandemia di COVID-19 | annullata per la Pandemia di COVID-19 |
| 2021 | Valentin Madouas                      | Benoît Cosnefroy                      | Anthony Perez                         |
| 2022 | Lorenzo Rota                          | Anthony Turgis                        | Guillaume Martin                      |
| 2023 | Arnaud De Lie                         | Valentin Ferron                       | Jordan Jegat                          |
| 2024 | Paul Lapeira                          | Pascal Eenkhoorn                      | Brieuc Rolland                        |